# Liste der Biografien/Gea
Liste der Biografien |
Portal Biografien |
Personensuche
# |
A |
B |
C |
D |
E |
F |
G |
H |
I |
J |
K |
L |
M |
N |
O |
P |
Q |
R |
S |
T |
U |
V |
W |
X |
Y |
Z |
?
 
Ga |
Gb |
Gc |
Gd |
Ge |
Gf |
Gh |
Gi |
Gj |
Gk |
Gl |
Gm |
Gn |
Go |
Gp |
Gq |
Gr |
Gs |
Gu |
Gv |
Gw |
Gy |
Gz
 
Gea |
Geb |
Gec |
Ged |
Gee |
Gef |
Geg |
Geh |
Gei |
Gej |
Gek |
Gel |
Gem |
Gen |
Geo |
Gep |
Ger |
Ges |
Get |
Geu |
Gev |
Gew |
Gex |
Gey |
Gez
Die Liste der Biografien führt alle Personen auf, die in der deutschsprachigen Wikipedia einen Artikel haben. Dieses ist eine Teilliste mit 45 Einträgen von Personen, deren Namen mit den Buchstaben „Gea“ beginnt.

## Gea
- Gea Escolano, José (1929–2017), spanischer Geistlicher, römisch-katholischer Bischof von Mondoñedo-Ferrol
- Géa, Arthur (* 2005), französischer Tennisspieler
- Gea, David de (* 1990), spanischer FußballtorhüterDavid de Gea (* 1990)

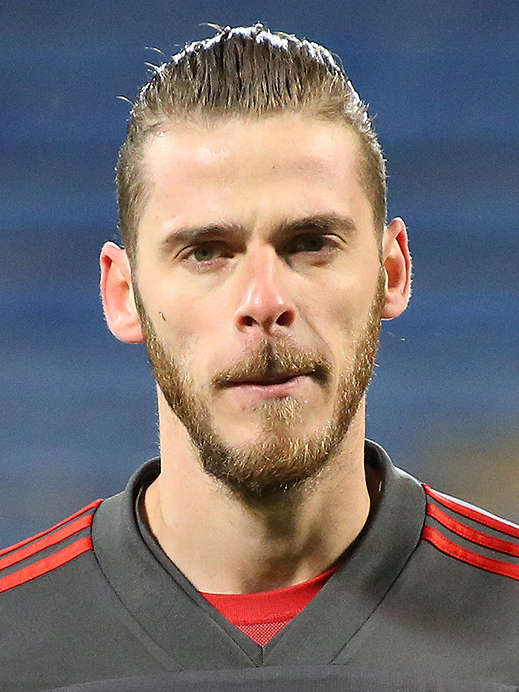
David de Gea (* 1990)

### Geac
- Geach, Peter (1916–2013), britischer Philosoph und Logiker

### Gead
- Geada, Eduardo (* 1945), portugiesischer Filmkritiker und -regisseur

### Geag
- Geagea, Ibrahim (1924–1985), libanesischer Skirennfahrer
- Geagea, Samir (* 1952), libanesischer Milizführer und Politiker
- Geagea, Sethrida (* 1967), libanesische Politikerin

### Geal
- Geale, Daniel (* 1981), australischer Boxer
- Geale, Robby (* 1962), deutsch-kanadischer Eishockeyspieler
- Gealey, Grace (* 1984), US-amerikanische Schauspielerin

### Gean
- Geanakoplos, John (* 1955), US-amerikanischer Ökonom
- Geantă, Ion (1959–2019), rumänischer Kanute

### Gear
- Gear, C. William (1935–2022), US-amerikanischer Mathematiker
- Gear, Grace (* 1998), englische Squashspielerin
- Gear, Hosea (* 1984), neuseeländischer Rugby-Union-Spieler
- Gear, John (1825–1900), US-amerikanischer Politiker
- Gear, Kristlin (* 1999), US-amerikanische Hindernisläuferin
- Gear, Rico (* 1978), neuseeländischer Rugby-Union-Spieler
- Gear, W. Michael (* 1955), US-amerikanischer Autor und Archäologe
- Gear, William (1915–1997), schottischer Maler
- Geare, Claire, US-amerikanische Schauspielerin
- Geare, Taylor (* 2001), US-amerikanische Schauspielerin
- Gearhart, Bertrand W. (1890–1955), US-amerikanischer Politiker
- Gearhart, John D. (1943–2020), US-amerikanischer Entwicklungsbiologe
- Gearhart, Sally Miller (1931–2021), US-amerikanische Feministin, Professorin und Autorin
- Gearin, John M. (1851–1930), US-amerikanischer Politiker
- Gearlds, Katie (* 1984), US-amerikanische Basketballspielerin
- Gearty, Eugene (* 1960), US-amerikanischer Toningenieur
- Geary, Anthony (* 1947), US-amerikanischer SchauspielerAnthony Geary (* 1947)

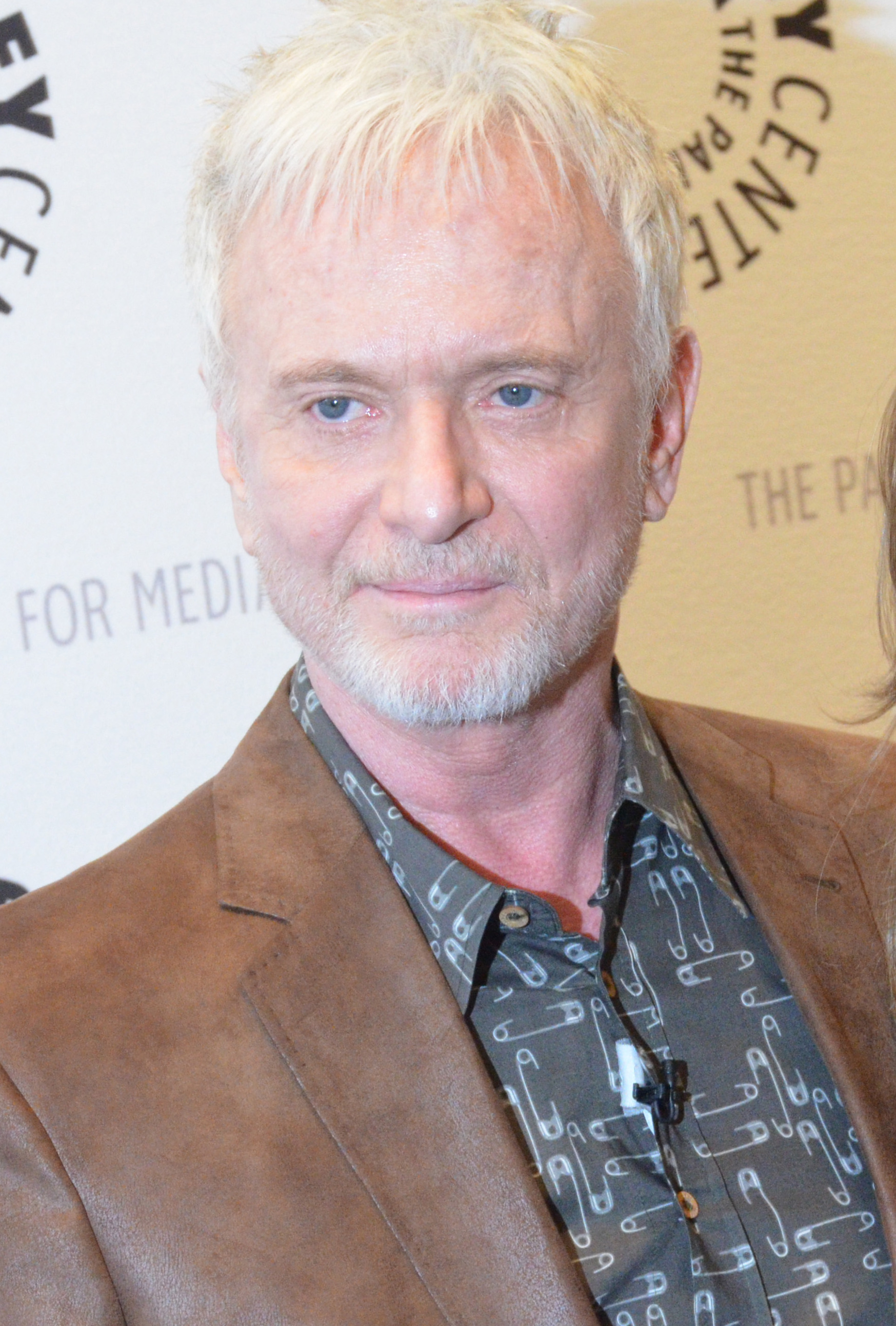
Anthony Geary (* 1947)

- Geary, Cynthia (* 1965), US-amerikanische Schauspielerin
- Geary, Dick (1945–2021), britischer Historiker
- Geary, George Reginald (1873–1954), Rechtsanwalt, Politiker und der 35. Bürgermeister von Toronto
- Geary, Henry (1837–1918), britischer Offizier, Gouverneur von Bermuda
- Geary, Jackie (* 1977), US-amerikanische Schauspielerin
- Geary, John White (1819–1873), US-amerikanischer Politiker
- Geary, Karl (* 1972), irisch-US-amerikanischer Schauspieler und Autor
- Geary, Lois (1929–2014), US-amerikanische Schauspielerin
- Geary, Patrick J. (* 1948), US-amerikanischer Historiker
- Geary, Thomas J. (1854–1929), US-amerikanischer Politiker

### Geav
- Geaves, Fiona (* 1967), englische Squashspielerin
- Geaves, Ron (* 1948), britischer Islamwissenschaftler und Professor für Religionswissenschaften

### Geay
- Geay, Gabriel (* 1996), tansanischer Mittel- und Langstreckenläufer
- Geay, Gérard (* 1945), französischer Musikwissenschaftler und Komponist
- Geay, Lucien (1900–1976), französischer Kolonialbeamter